# XXX (série de films)
Pour les articles homonymes, voir XXX.
 Pour plus de détails, voir Fiche technique et Distribution
xXx (ou Triple X) est une série de films d'action américains créée par Rich Wilkes. Elle est composée de trois films et d'un court métrage. Vin Diesel incarne le personnage principal, Xander Cage.

## Synopsis

### xXx(2002)
Xander Cage, alias « XXX », est un amateur de sport extrême, parfois cascadeur, et surtout antisystème. La NSA a besoin d'une nouvelle sorte d'agent et le recrute de force pour une mission spéciale. L'agent Gibbons pense que Xander Cage pourra réussir, là où des agents « normaux » ont échoué. Xander doit infiltrer Anarchie 99, un groupe terroriste dirigé par un certain Yorgi. Xander se rend donc à Prague pour la mission mais insiste pour l'accomplir à sa façon. Après s'être lié à Yorgi, Xander découvre les sombres objectifs de l'organisation, qui détient une terrible arme biochimique datant de la dislocation de l'URSS.

### xXx²: The Next Level(2005) xxxl
Alors que Xander Cage a été tué à Bora-Bora, un bâtiment souterrain et secret de la NSA en Virginie est frappé par un attentat. Augustus Gibbons (Samuel L. Jackson) recrute un nouvel agent, Darius Stone (Ice Cube), détenu dans une prison militaire de haute sécurité et avec lequel il a jadis travaillé. Darius peut également compter sur l'aide de  l'agent Toby Lee Shavers. Mais un complot se trame en interne : un second attentat menace le Président des États-Unis James Standford (Peter Strauss) lors du discours sur l'état de l'Union au Capitole.

### xXx: Reactivated(2017)
Après avoir été laissé pour mort à la suite d'un accident, Xander Cage revient aux affaires et doit à nouveau travailler avec l'agent Gibbons, dans le but de mettre la main sur la Boîte de Pandore, un objet très dangereux qui permet de faire tomber des satellites partout où l'on veut sur la Terre. Pour cette mission, Xander sera accompagné de nouvelles recrues.

### Futur
Dans une interview avec le magazine Variety, Vin Diesel a révélé que Paramount l'a déjà contacté pour un quatrième film, et lui a même demandé si lui et d'autres membres de l'équipe de tournage seraient prêts à commencer à tourner autour de mai 2017.

### The Final Chapter: The Death of Xander Cage(court métrage)
Un court métrage de 4 minutes est inclus dans la version longue du DVD du premier film, sorti en 2005. Ce court-métrage intitulé The Final Chapter: The Death of Xander Cage est une préquelle à XXX2: The Next Level et détaille la supposée mort de Xander Cage avant les événements qui surviennent dans ce film.
Dans ce court métrage, le rôle de Xander Cage est joué par la doublure de Vin Diesel, Khristian Lupo (qui ne montre jamais son visage et ne parle pas non plus) et réutilise des phrases énoncées par Vin Diesel. Les personnages de Jordan King, joué par Leila Arcieri dans le premier film, et du lieutenant-colonel Alabama "Bama" Cobb (l'un des méchants dans XXX2: The Next Level), joué par John G. Connolly, apparaissent également.

## Fiche technique
|                            | Films                                           | Films                                        | Films                                                             |
| xXx                        | xXx² : The Next Level                           | xXx: Reactivated                             |                                                                   |
| 2002                       | 2005                                            | 2017                                         |                                                                   |
| -------------------------- | ----------------------------------------------- | -------------------------------------------- | ----------------------------------------------------------------- |
| Titre québécois            | xXx                                             | xXx: L'État de l'union                       | xXx : Le Retour de Xander Cage                                    |
| Titre original             | xXx                                             | xXx: State of the Union                      | xXx: Return of Xander Cage                                        |
| Réalisateurs               | Rob Cohen                                       | Lee Tamahori                                 | D. J. Caruso                                                      |
| Scénaristes                | Rich Wilkes                                     | Simon Kinberg                                | Chad St. John                                                     |
| Scénaristes                |                                                 | F. Scott Frazier                             |                                                                   |
| Producteurs                | Neal H. Moritz                                  | Neal H. MoritzArne Schmidt                   | Vin DieselJeff KirschenbaumNeal H. MoritzJoe RothSamantha Vincent |
| Monteur                    | Chris Lebenzon                                  | Mark GoldblattTodd E. MillerSteven Rosenblum | Vince FilipponeJim Page                                           |
| Photographie               | Dean Semler                                     | David Tattersall                             | Russell Carpenter                                                 |
| Musique                    | Randy Edelman                                   | Marco Beltrami                               | Brian TylerRobert Lydecker                                        |
| Dates de sortie États-Unis | 9 août 2002                                     | 29 avril 2005                                | 20 janvier 2017                                                   |
| Dates de sortie France     | 9 octobre 2002                                  | 27 avril 2005                                | 18 janvier 2017                                                   |
| Durée                      | 124 minutes132 minutes (version director's cut) | 101 minutes                                  | 107 minutes                                                       |
| Budget                     | 70 000 000 $                                    | 113 100 000 $                                | 85 000 000 $                                                      |
| Genre                      | action, espionnage                              | action, espionnage                           | action, espionnage                                                |

## Distribution
| Personnages                             | Films                | Films                 | Films             | Court métrage                               |
| Personnages                             | xXx                  | xXx² : The Next Level | xXx: Reactivated  | The Final Chapter: The Death of Xander Cage |
| Personnages                             | 2002                 | 2005                  | 2017              | 2005                                        |
| --------------------------------------- | -------------------- | --------------------- | ----------------- | ------------------------------------------- |
| Xander Cage xXx                         | Vin Diesel           |                       | Vin Diesel        | Khristian LupoVin Diesel (archives vocales) |
| agent Augustus Eugene Gibbons           | Samuel L. Jackson    | Samuel L. Jackson     | Samuel L. Jackson |                                             |
| Darius Stone xXx                        |                      | Ice Cube              | Ice Cube          |                                             |
| Toby Lee Shavers                        | Michael Roof (en)    | Michael Roof (en)     |                   |                                             |
| Jordan King                             | Leila Arcieri        |                       |                   | Leila Arcieri                               |
| Alabama "Bama" Cobb                     |                      | John G. Connolly      |                   | John G. Connolly                            |
| Yorgi                                   | Martin Csokas        |                       |                   |                                             |
| Yelena                                  | Asia Argento         |                       |                   |                                             |
| Milan Sova                              | Richy Müller         |                       |                   |                                             |
| Kirill                                  | Werner Daehn         |                       |                   |                                             |
| Kolya                                   | Petr Jákl            |                       |                   |                                             |
| Viktor                                  | Jan Pavel Filipensky |                       |                   |                                             |
| California State Senator Dick Hotchkiss | Tom Everett          |                       |                   |                                             |
| El Jefe                                 | Danny Trejo          |                       |                   |                                             |
| Agent Jim McGrath                       | Thomas Ian Griffth   |                       |                   |                                             |
| J.J.                                    | Eve                  |                       |                   |                                             |
| Agent Roger Donnan                      | William Hope         |                       |                   |                                             |
| Ivan Pedgrag                            | Radek Tomecka        |                       |                   |                                             |
| Ivan Podrov                             | Martin Hub           |                       |                   |                                             |
| Général George Deckert                  |                      | Willem Dafoe          |                   |                                             |
| Agent Kyle Christopher Steele           |                      | Scott Speedman        |                   |                                             |
| Président James Sanford                 |                      | Peter Strauss         |                   |                                             |
| Zeke                                    |                      | Xzibit                |                   |                                             |
| Charlie Mayweather                      |                      | Sunny Mabrey          |                   |                                             |
| Lola Jackson                            |                      | Nona Gaye             |                   |                                             |
| Agent Meadows                           |                      | Ramon De Ocampo       |                   |                                             |
| Xiang xXx                               |                      |                       | Donnie Yen        |                                             |
| Serena Unger xXx                        |                      |                       | Deepika Padukone  |                                             |
| Becky Clearidge                         |                      |                       | Nina Dobrev       |                                             |
| Adele Wolff                             |                      |                       | Ruby Rose         |                                             |
| Talon                                   |                      |                       | Tony Jaa          |                                             |
| Jane Marke                              |                      |                       | Toni Collette     |                                             |
| Harvard "Nicks" Zhou                    |                      |                       | Kris Wu           |                                             |
| Tennyson "Torch"                        |                      |                       | Rory McCann       |                                             |
| Directeur Anderson                      |                      |                       | Al Sapienza       |                                             |
| Gina Roff                               |                      |                       | Ariadna Gutiérrez |                                             |
| Hawk                                    |                      |                       | Michael Bisping   |                                             |
| Ainsley                                 |                      |                       | Hermione Corfield |                                             |
| Red Erik                                |                      |                       | Andrey Ivchenko   |                                             |
| Neymar Jr. xXx                          |                      |                       | Neymar            |                                             |

## Accueil

### Box-office
| Film                  | Année  | Recettes au box-office | Recettes au box-office | Recettes au box-office | Entrées           | Budget        | Réf |
| Film                  | Année  | États-Unis/ Canada     | Reste du monde         | Mondial                | France            | Budget        | Réf |
| --------------------- | ------ | ---------------------- | ---------------------- | ---------------------- | ----------------- | ------------- | --- |
| xXx                   | 2002   | 142 109 382 $          | 135 339 000 $          | 277 448 382 $          | 1 295 657 entrées | 70 000 000 $  | ,   |
| xXx² : The Next Level | 2005   | 26 873 932 $           | 44 148 761 $           | 71 022 693 $           | 466 149 entrées   | 113 100 000 $ | ,   |
| xXx: Reactivated      | 2017   | 44 898 413 $           | 301 065 438 $          | 345 963 851 $          | 927 991 entrées   | 85 000 000 $  | ,   |
| Totaux                | Totaux | 213 881 727 $          | 480 553 199 $          | 694 434 926 $          | 2 689 797 entrées |               |     |

### Critiques presse
| Film                  | Rotten Tomatoes | Metacritic           | AlloCiné             |
| --------------------- | --------------- | -------------------- | -------------------- |
| xXx                   | 48% (178 notes) | 48 (33 commentaires) | 3,4⁄5 (21 critiques) |
| xXx² : The Next Level | 16% (135 notes) | 37 (31 commentaires) | 2,9⁄5 (8 critiques)  |
| xXx: Reactivated      | 45% (121 notes) | 42 (25 commentaires) | 2,3⁄5 (12 critiques) |